# 배진환
배진환(1965년 ~ )는 대한민국의 공무원이다.

## 학력
- 1980~1983 대성고등학교 졸업
- 1983~1987 서울대학교 외교학과 졸업
- 2000~2002 Syracuse University 행정대학원 졸업

## 경력
- 1989년 3월 ~ 1992년 3월 해군(중위 전역)
- 1988~1994: 강원도 계장(지방공무원교육원 교학과 등)
- 1994~2003: 내무부, 행정자치부 계장

```
 (사회진흥과, 재난총괄과, 자치운영과, 자치정보화조합 등)
```

- 2003~2007: 행정자치부 과장

```
 (장관비서실장, 세정과장, 자치제도팀장 등)
```

- 2007~2008.3: 대통령 비서실 국장(혁신관리비서관실)
- 2008.3~2009.2: 진실화해위원회 조사1국장
- 2009.2~2010.3: 행정안전부 국가기록원 기록정책부장
- 2011.3~2011.6: 행정안전부 중앙공무원교육원 기획부장
- 2011.7~2013.4: 강원도 기획관리실장
- 2013.4~2015.8: 안전행정부 지방세제정책관
- 2015.8~2017.3: 강원도 행정부지사[3][4]
- 2017.3: 행정안전부 지방자치인재개발원장
- 2018: 행정안전부 재난안전조정관
- 2019.11~2022.12: 한국지방세연구원 원장